# Бяло-Поле
Бя́ло-Поле́ (болг. Бяло поле) — село в Старозагорській області Болгарії. Входить до складу общини Опан.

## Населення
За даними перепису населення 2011 року у селі проживали 327 осіб.
Національний склад населення села:
| Національність   | Кількість осіб | Відсоток |
| ---------------- | -------------- | -------- |
| болгари          | 295            | 98,7%    |
| цигани           | 4              | 1,3%     |
| турки            | 0              | 0%       |
| інша             | 0              | 0%       |
| не визначились   | 0              | 0%       |
| Всього відповіли | 299            |          |

Розподіл населення за віком у 2011 році:
Динаміка населення: